# Solaster earlli
Solaster earlli är en sjöstjärneart som beskrevs av Addison Emery Verrill 1879. Solaster earlli ingår i släktet Solaster och familjen solsjöstjärnor. Inga underarter finns listade i Catalogue of Life.